# Daasdorf a. Berge
Daasdorf a. Berge, Daasdorf am Berge – dzielnica (Ortsteil) gminy Grammetal  w Niemczech, w kraju związkowym Turyngia, w powiecie Weimarer Land. Do 30 grudnia 2019 samodzielna gmina wchodząca w skład wspólnoty administracyjnej Grammetal.